# Knuth (adelsätt)
Knuth är en dansk adlig ätt som härstammar från Mecklenburg i Tyskland. De kom att från början av 1700-talet vara grevar av Knuthenborg.

## Kända medlemmar
- Adam Levin Knuth
- Adam Kristofer Knuth
- Frederik Markus Knuth